# Estació d'Encants de Sant Adrià
Encants de Sant Adrià és una estació de la línia T5 de la xarxa del Trambesòs situada sobre l'avinguda de les Corts Catalanes i sota la C-31 a Sant Adrià de Besòs.
Aquesta es va inaugurar el 8 de setembre de 2007 amb la prolongació de la T5 entre Sant Joan Baptista i Gorg.
Els treballs d'aquesta secció començaren el 2003 i s'allargaren 4 anys, dos més del previst inicialment. L'1 de setembre de 2007 començaren les marxes en buit i just una setmana després, el 8 de setembre s'obrí al públic la nova secció de tramvia de 2 km on s'ubica la parada, juntament amb les estacions de Sant Roc i Gorg.
| Trambesòs                  |                    |       |          |                        |
| Procedència/Destinació     | <                  | Línia | >        | Procedència/Destinació |
| Ciutadella - Vila Olímpica | Sant Joan Baptista |       | Sant Roc | Gorg                   |